# Övertjärnen (Borgsjö socken, Medelpad)
Övertjärnen är en sjö i Ånge kommun i Medelpad och ingår i Ljungans huvudavrinningsområde. Sjön har en area på 1,22 kvadratkilometer och ligger 287,2 meter över havet. Sjön avvattnas av vattendraget Täljeån.

## Delavrinningsområde
Övertjärnen ingår i det delavrinningsområde (694699-149859) som SMHI kallar för Utloppet av Övertjärnen. Medelhöjden är 372 meter över havet och ytan är 14,82 kvadratkilometer. Det finns ett avrinningsområde uppströms, och räknas det in blir den ackumulerade arean 34,64 kvadratkilometer. Täljeån som avvattnar avrinningsområdet har biflödesordning 2, vilket innebär att vattnet flödar genom totalt 2 vattendrag innan det når havet efter 110 kilometer. Avrinningsområdet består mestadels av skog (81 procent). Avrinningsområdet har 1,22 kvadratkilometer vattenytor vilket ger det en sjöprocent på 8,2 procent.